# Érize-la-Petite
Érize-la-Petite és un municipi francès situat al departament del Mosa i a la regió del Gran Est. L'any 2007 tenia 59 habitants.

## Demografia

### Població
El 2007 la població de fet d'Érize-la-Petite era de 59 persones. Hi havia 18 famílies, de les quals 4 eren unipersonals (4 homes vivint sols), 7 parelles sense fills i 7 parelles amb fills.
La població ha evolucionat segons el següent gràfic:
Habitants censats

### Habitatges
Tots els 23 habitatges que hi havia el 2007 eren l'habitatge principal de la família. 22 eren cases i 1 era un apartament. Dels 23 habitatges principals, 16 estaven ocupats pels seus propietaris, 5 estaven llogats i ocupats pels llogaters i 2 estaven cedits a títol gratuït; 1 tenia dues cambres, 1 en tenia tres, 7 en tenien quatre i 14 en tenien cinc o més. 23 habitatges disposaven pel capbaix d'una plaça de pàrquing. A 13 habitatges hi havia un automòbil i a 9 n'hi havia dos o més.

### Piràmide de població
La piràmide de població per edats i sexe el 2009 era:
| Homes | Edats   | Dones |
| ----- | ------- | ----- |
| 0     | 95 o +  | 0     |
| 0     | 90 a 94 | 0     |
| 0     | 85 a 89 | 0     |
| 0     | 80 a 84 | 0     |
| 0     | 75 a 79 | 0     |
| 0     | 70 a 74 | 0     |
| 12    | 65 a 69 | 4     |
| 0     | 60 a 64 | 4     |
| 0     | 55 a 59 | 0     |
| 0     | 50 a 54 | 4     |
| 4     | 45 a 49 | 0     |
| 0     | 40 a 44 | 0     |
| 8     | 35 a 39 | 4     |
| 0     | 30 a 34 | 4     |
| 8     | 25 a 29 | 0     |
| 0     | 20 a 24 | 0     |
| 0     | 15 a 19 | 0     |
| 4     | 10 a 14 | 0     |
| 4     | 5 a 9   | 8     |
| 0     | 0 a 4   | 0     |

## Economia
El 2007 la població en edat de treballar era de 33 persones, 23 eren actives i 10 eren inactives. De les 23 persones actives 19 estaven ocupades (12 homes i 7 dones) i 4 estaven aturades (4 dones i 4 dones). De les 10 persones inactives 4 estaven jubilades, 5 estaven estudiant i 1 estava classificada com a «altres inactius».
Activitats econòmiques
Dels 3 establiments que hi havia el 2007, 1 era d'una empresa extractiva, 1 d'una empresa de comerç i reparació d'automòbils i 1 d'una empresa de serveis.
L'únic servei als particulars que hi havia el 2009 era un taller de reparació d'automòbils i de material agrícola.
L'any 2000 a Érize-la-Petite hi havia 8 explotacions agrícoles que ocupaven un total de 600 hectàrees.

## Poblacions més properes
El següent diagrama mostra les poblacions més properes.